# Pachycondyla scobina
Pachycondyla scobina är en myrart som först beskrevs av Wilson 1958.  Pachycondyla scobina ingår i släktet Pachycondyla och familjen myror. Inga underarter finns listade i Catalogue of Life.

## Bildgalleri

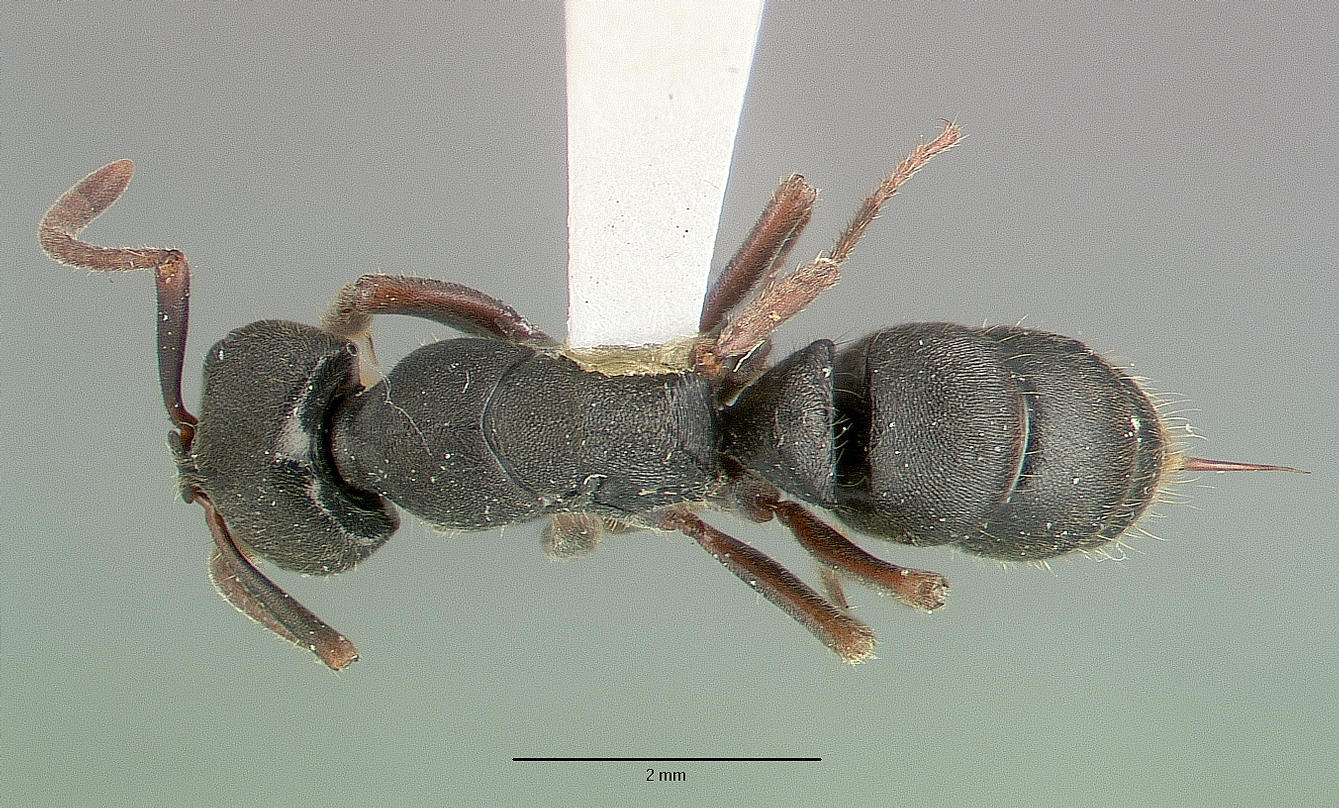
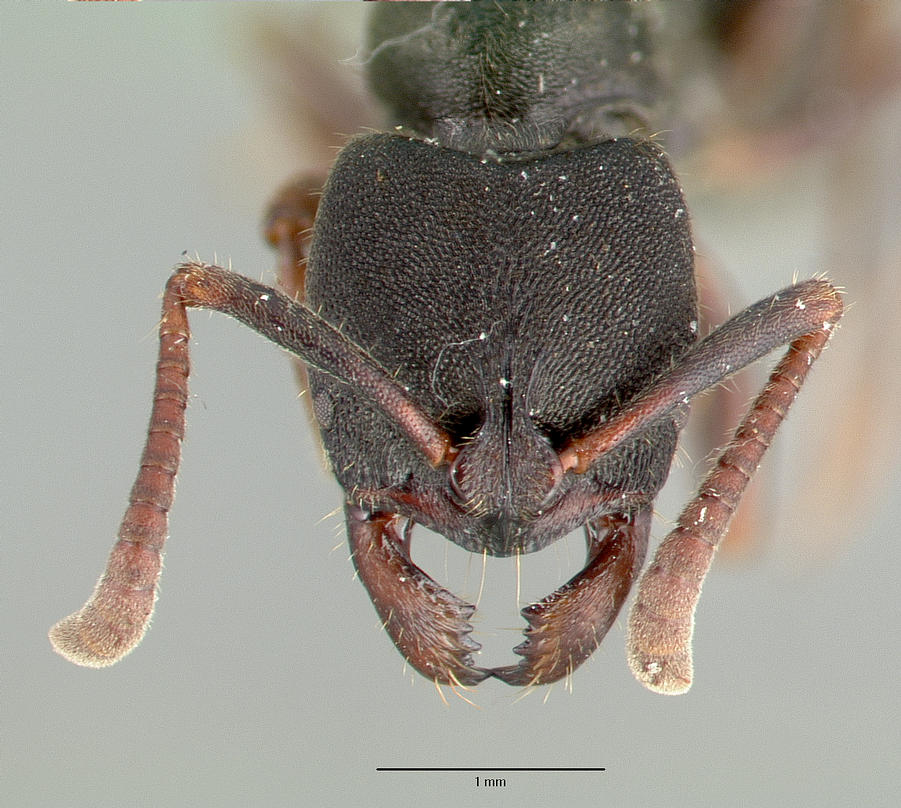
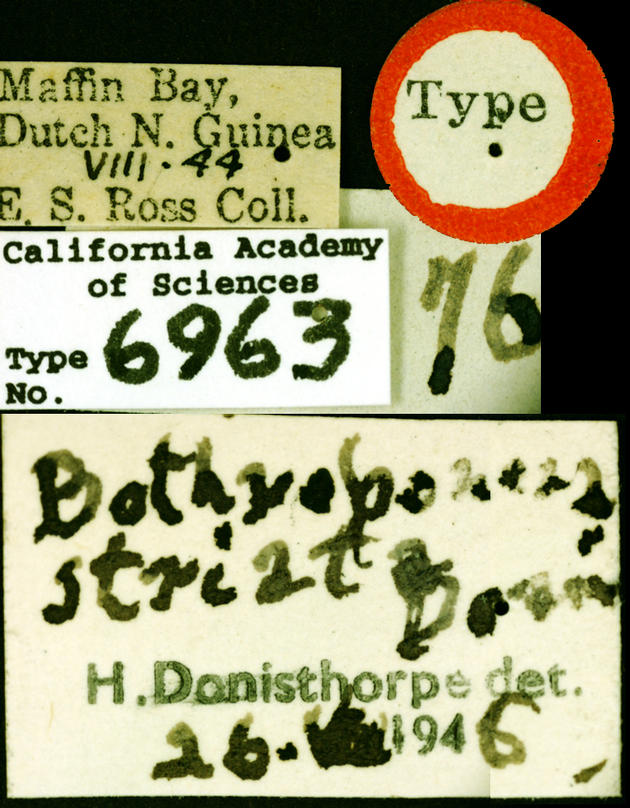
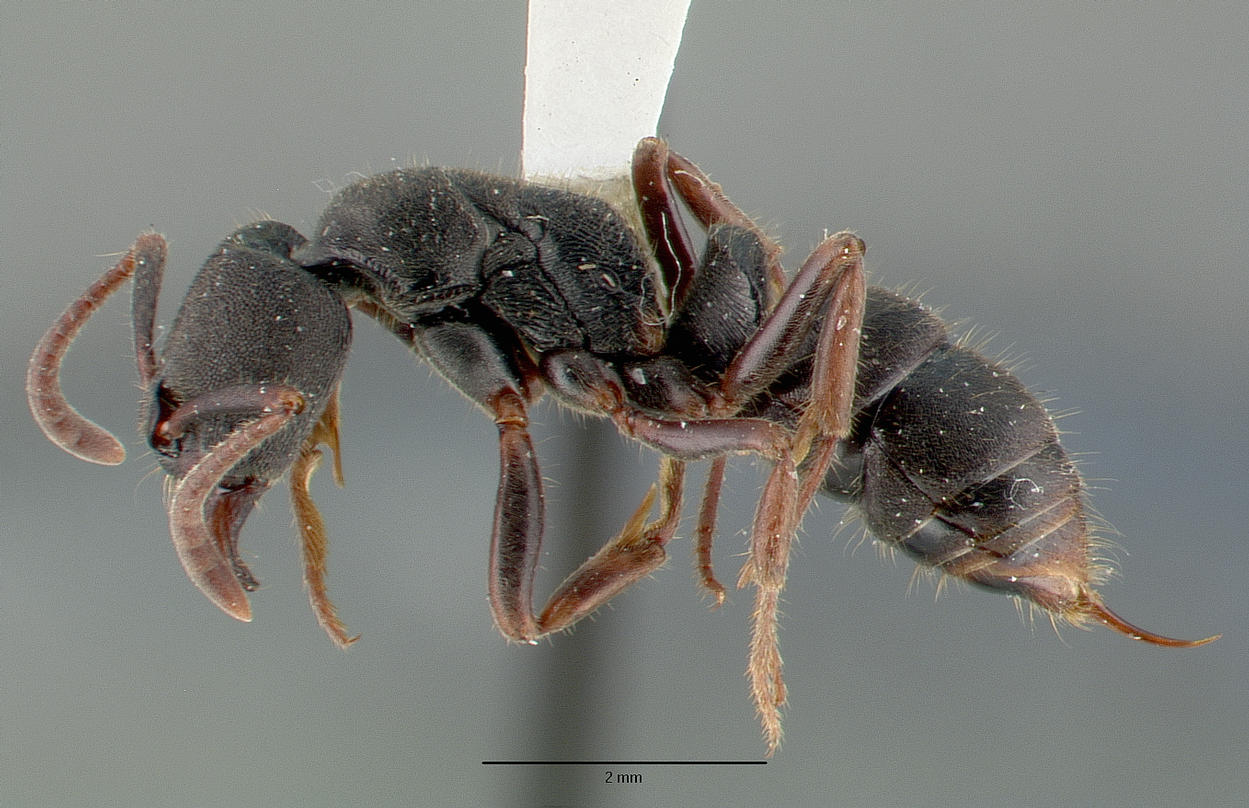